# Macrocondyla pictinervis
Macrocondyla pictinervis är en tvåvingeart som beskrevs av Camillo Rondani 1863. Macrocondyla pictinervis ingår i släktet Macrocondyla och familjen svävflugor. Inga underarter finns listade i Catalogue of Life.